# 天定 (彭玉琳)
天定（てんてい）は明代に白蓮教の僧彭玉琳が福建で晋政権を樹立し自立して用いた私年号。1386年。

## 西暦・干支との対照表
| 天定 | 元年     |
| 西暦 | 1386年   |
| 干支 | 丙寅     |
| 明   | 洪武19年 |